# Admir Smajić
Admir Smajić, född den 7 september 1963 i Bijeljina, Jugoslavien, (nuvarande Bosnien och Hercegovina), är en jugoslavisk/bosnisk före detta fotbollsspelare som tog OS-brons med Jugoslavien vid de olympiska sommarspelen 1984 i Los Angeles.